# Asad Qaiser
Asad Qaiser (en ourdou : اسد قیصر), né le 15 novembre 1969 dans le district de Swabi, est un homme politique pakistanais. 
De 2013 à 2018, il est président de l'Assemblée provinciale de Khyber Pakhtunkhwa et président de l'Assemblée nationale de 2018 à 2022.
Originaire de la province de Khyber Pakhtunkhwa, il est pédagogue de profession avant de s'engager en politique au sein du Jamaat-e-Islami, jusqu'à ce qu'il rejoigne Imran Khan quand il fonde le mouvement du Pakistan pour la justice en 1996.

## Biographie

### Jeunesse et éducation

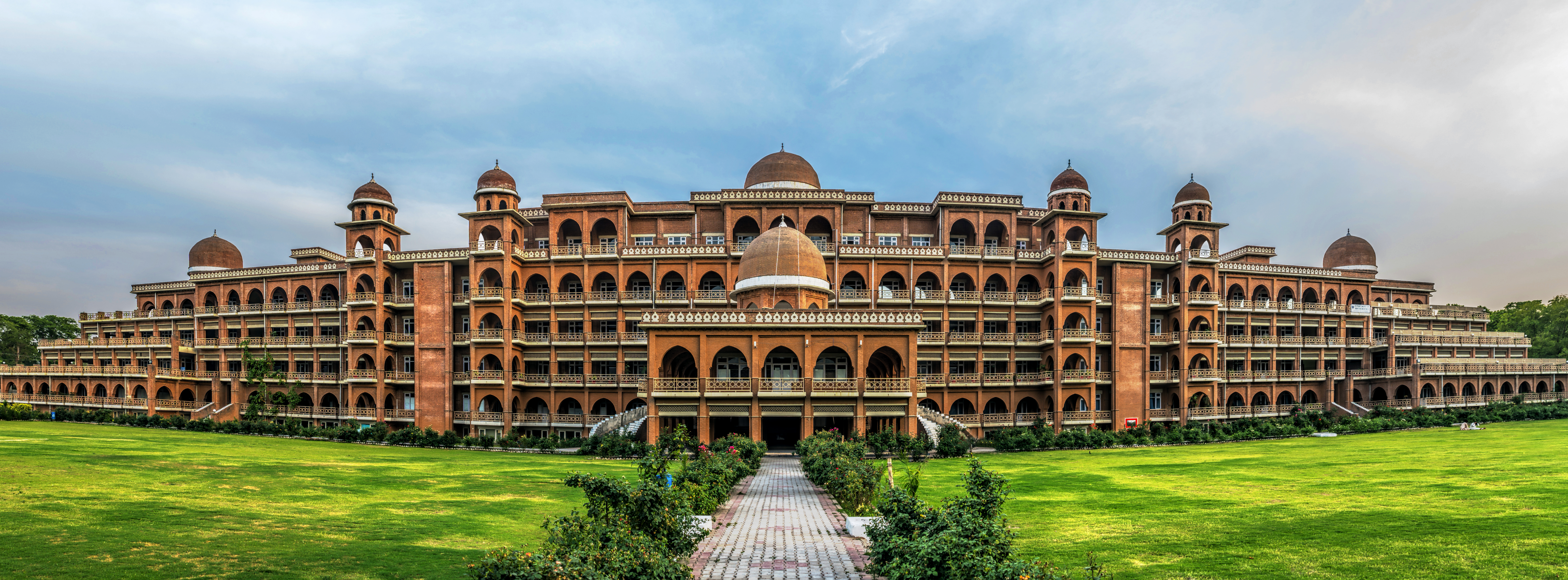
L'Université de Peshawar.

Asad Qaiser est né le 15 novembre 1969 dans le district de Swabi, au sein de la province de Khyber Pakhtunkhwa. Il est diplômé de l'Université de Peshawar où il obtient un baccalauréat en beaux-arts. Il commence alors une carrière en théorie de l'éducation et pédagogie et fonde notamment une école dans la ville de Zaida, dans le district de Swabi.

### Carrière politique
Asad Qaiser commence sa carrière politique au sein du parti islamiste Jamaat-e-Islami avant de rejoindre en 1996 le mouvement du Pakistan pour la justice fondé la même année par Imran Khan. En 2008, il devient président du parti pour la province de Khyber Pakhtunkhwa.
Lors des élections législatives de 2013, il est élu député à l'Assemblée provinciale de Khyber Pakhtunkhwa dans la cinquième circonscription de Swabi avec environ 26 % des voix, face à onze autres candidats dont son principal rival de la Ligue musulmane du Pakistan (N). Il est ensuite élu président de l'Assemblée provinciale alors qu'il a un temps figuré parmi les favoris pour le poste de ministre en chef de la province. 
Asad Qaiser est élu député fédéral lors des élections législatives de 2018 dans la première circonscription de Swabi, avec 42 % des voix face à douze candidats, battant largement son principal rival du Muttahida Majlis-e-Amal.
Il est ensuite élu président de l'Assemblée nationale le 15 août avec 176 voix contre 146 pour le candidat commun de l'opposition Khurshid Ahmed Shah.